# Premi Goya 2020
La cerimonia di premiazione della 34ª edizione dei Premi Goya ha avuto luogo il 25 gennaio 2020 al Palacio de Deportes José María Martín Carpena di Malaga, presentata per il secondo anno consecutivo dai comici Silvia Abril e Andreu Buenafuente.
Le candidature sono state annunciate il 2 dicembre 2019 da Miguel Herrán e Elena Anaya. Il film che ha ricevuto più candidature è stato Mientras dure la guerra di Alejandro Amenábar con 17 candidature, seguito da Dolor y gloria di Pedro Almodóvar con 16 candidature e La trincea infinita di Jon Garaño, Aitor Arregi e Jose Mari Goenaga con 15 candidature.

## Vincitori e candidati

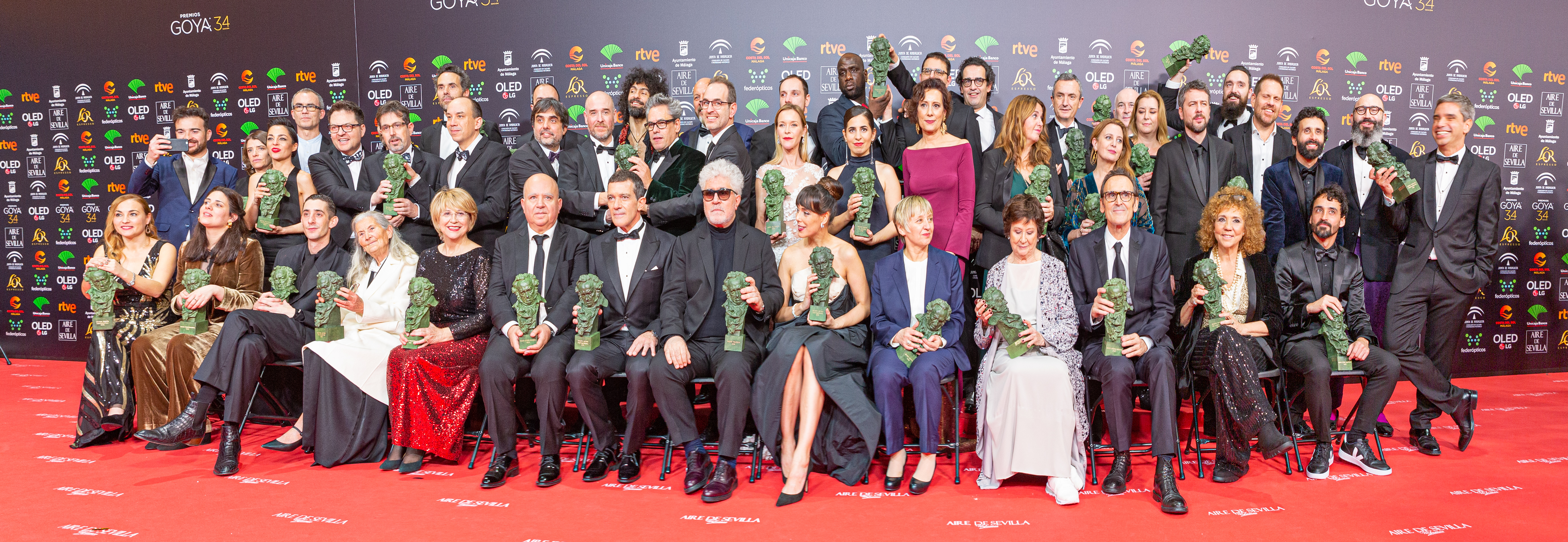
Foto di gruppo di tutti i premiati

I vincitori sono indicati in grassetto, a seguire gli altri candidati. Sono indicati i titoli italiani; tra parentesi il titolo originale del film.

### Miglior film
- Dolor y gloria, regia di Pedro Almodóvar
- Mientras dure la guerra, di Alejandro Amenábar
- La trinchera infinita, regia di Jon Garaño, Aitor Arregi e Jose Mari Goenaga
- Intemperie, regia di Benito Zambrano
- O que arde, regia di Oliver Laxe

### Miglior regista
- Pedro Almodóvar — Dolor y gloria
- Aitor Arregi, Jon Garaño e Jose Mari Goenaga — La trinchera infinita
- Óliver Laxe — O que arde
- Alejandro Amenábar — Mientras dure la guerra

### Miglior attore protagonista
- Antonio Banderas — Dolor y gloria

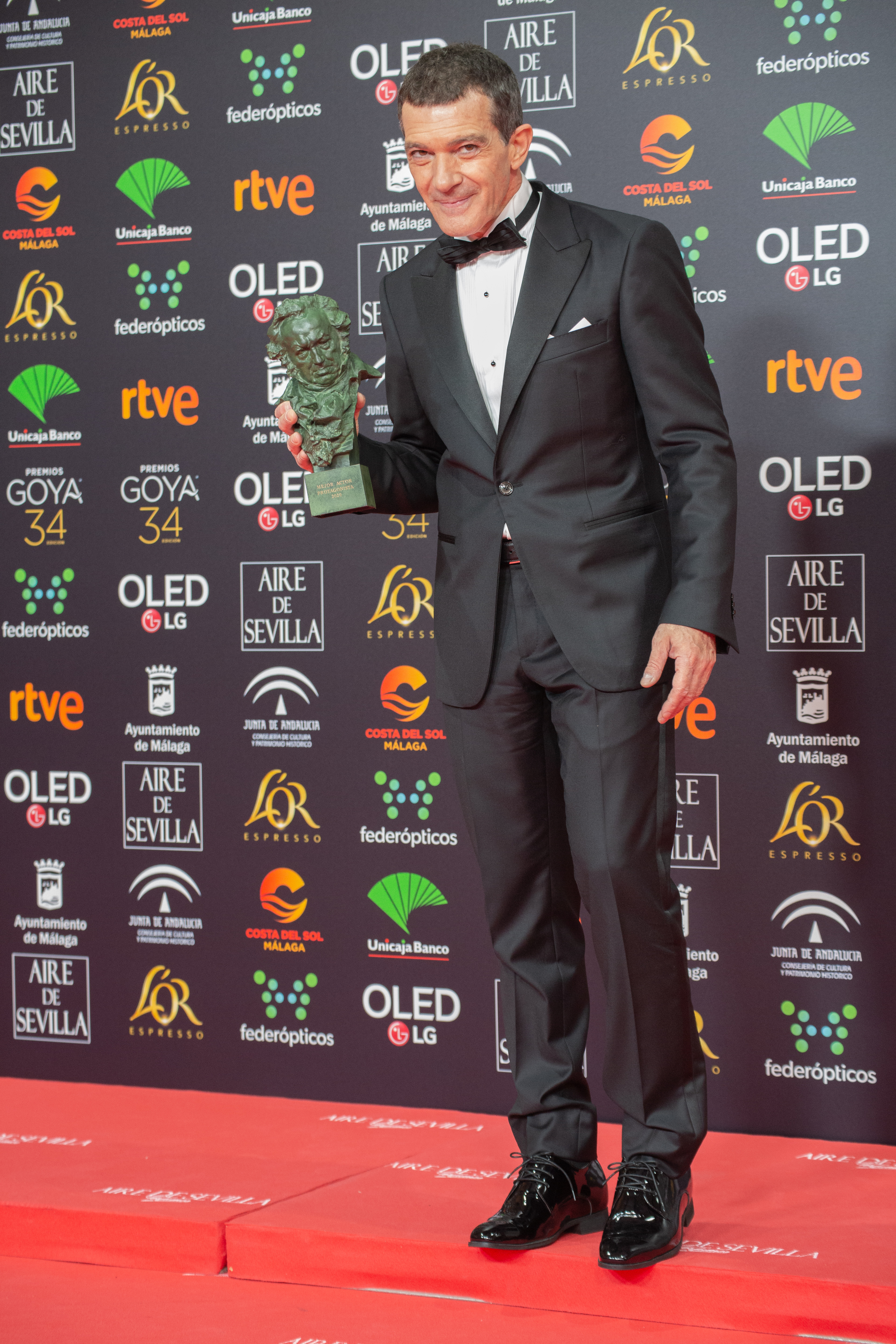
Antonio Banderas con il premio

- Antonio de la Torre — La trinchera infinita
- Karra Elejalde — Mientras dure la guerra
- Luis Tosar — Occhio per occhio (Quien a hierro mata)

### Miglior attrice protagonista
- Belén Cuesta — La trinchera infinita
- Penélope Cruz — Dolor y gloria
- Greta Fernández — La hija de un ladrón
- Marta Nieto — Madre

### Miglior attore non protagonista
- Eduard Fernández — Mientras dure la guerra
- Asier Etxeandía — Dolor y gloria
- Leonardo Sbaraglia — Dolor y gloria
- Luis Callejo — Intemperie

### Migliore attrice non protagonista
- Julieta Serrano — Dolor y gloria
- Mona Martínez — Adiós
- Natalia de Molina — Adiós
- Nathalie Poza — Mientras dure la guerra

### Miglior regista esordiente
- Belén Funes — La hija de un ladrón
- Salvador Simó — Buñuel - Nel labirinto delle tartarughe (Buñuel en el laberinto de las tortugas)
- Galder Gaztelu-Urrutia — Il buco (El hoyo)
- Aritz Moreno — Ventajas de viajar en tren

### Miglior attore rivelazione

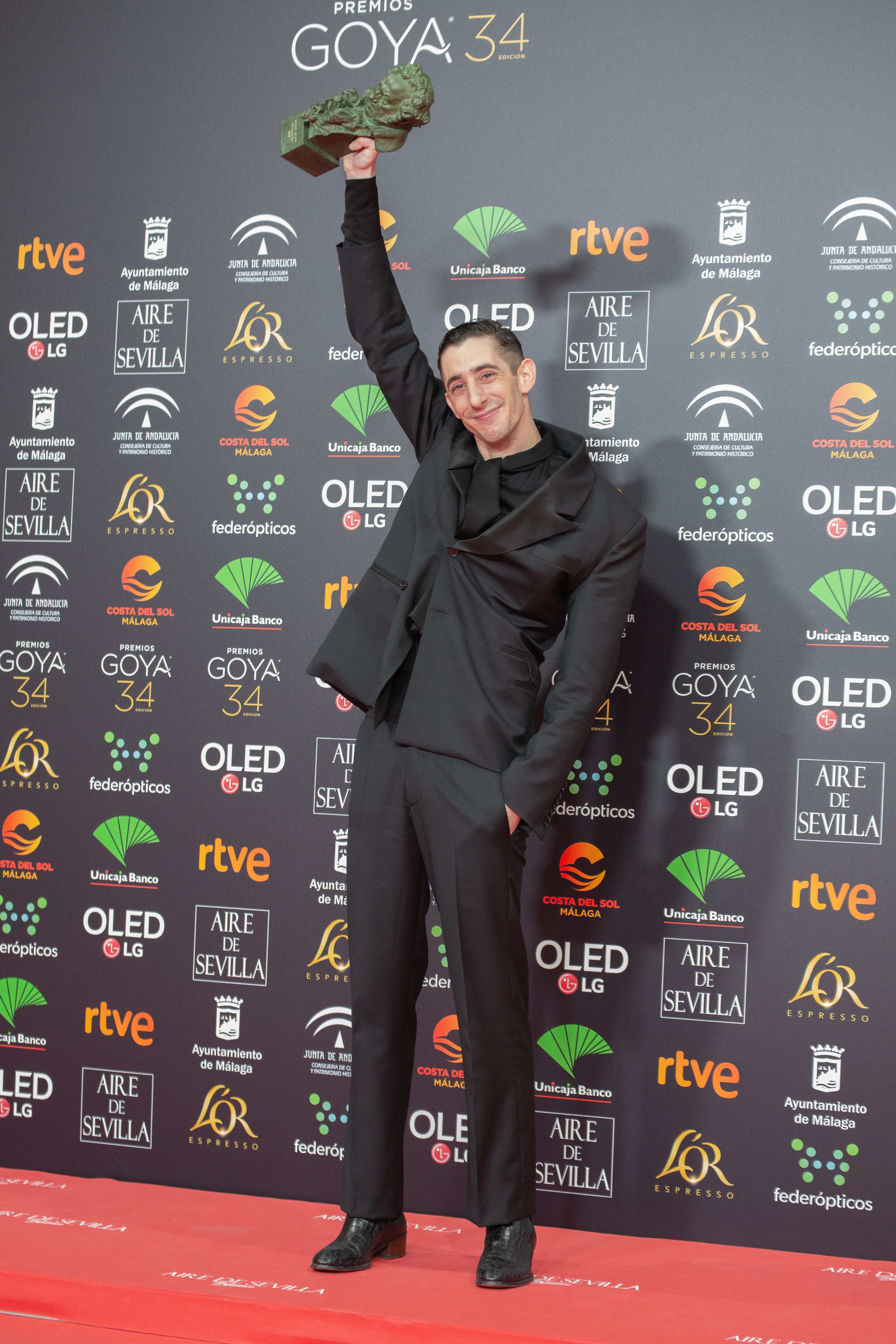
Enric Auquer con il premio

- Enric Auquer — Occhio per occhio (Quien a hierro mata)
- Nacho Sánchez — Diecisiete
- Vicente Vergara — La trinchera infinita
- Santi Prego — Mientras dure la guerra

### Migliore attrice rivelazione
- Benedicta Sánchez — O que arde
- Pilar Gómez — Adiós
- Carmen Arrufat — La inocencia
- Ainhoa Santamaría — Mientras dure la guerra

### Miglior sceneggiatura originale
- Pedro Almodóvar — Dolor y gloria
- David Desola e Pedro Rivero — Il buco (El hoyo)
- Jose Mari Goenaga e Luiso Berdejo — La trinchera infinita
- Alejandro Amenábar e Alejandro Hernández — Mientras dure la guerra

### Miglior sceneggiatura non originale
- Benito Zambrano, Daniel Remón e Pablo Remón — Intemperie
- Eligio Montero e Salvador Simó — Buñuel - Nel labirinto delle tartarughe (Buñuel en el laberinto de las tortugas)
- Isabel Peña e Rodrigo Sorogoyen — Madre
- Javier Gullón — Ventajas de viajar en tren

### Miglior produzione
- Carla Pérez de Albéniz — Mientras dure la guerra
- Toni Novella — Dolor y gloria
- Manolo Limón — Intemperie
- Ander Sistiaga — La trinchera infinita

### Miglior fotografia
- Mauro Herce — O que arde
- José Luis Alcaine — Dolor y gloria
- Javier Agirre Erauso — La trinchera infinita
- Álex Catalán — Mientras dure la guerra

### Miglior montaggio
- Teresa Font — Dolor y gloria
- Laurent Dufreche e Raúl López — La trinchera infinita
- Alberto del Campo — Madre
- Carolina Martínez Urbina — Mientras dure la guerra

### Miglior colonna sonora
- Alberto Iglesias — Dolor y gloria
- Arturo Cardelús — Buñuel - Nel labirinto delle tartarughe (Buñuel en el laberinto de las tortugas)
- Pascal Gaigne — La trinchera infinita
- Alejandro Amenábar — Mientras dure la guerra

### Miglior canzone
- Intemperie — Intemperie
- Invisible — Klaus - I segreti del Natale (Klaus)
- Allí en la arena — La inocencia
- Miel y agua — La noche de las dos lunas

### Miglior scenografia
- Juan Pedro de Gaspar — Mientras dure la guerra
- Antxón Gómez — Dolor y gloria
- Pepe Domínguez — La trinchera infinita
- Mikel Serrano — Ventajas de viajar en tren

### Migliori costumi
- Sonia Grande — Mientras dure la guerra
- Paola Torres — Dolor y gloria
- Lourdes Fuentes e Saioa Lara — La trinchera infinita
- Alberto Valcárcel — Paradise Hills

### Miglior trucco e/o acconciatura
- Ana López-Puigcerver, Belén López-Puigcerver e Nacho Díaz — Mientras dure la guerra
- Ana Lozano, Sergio Pérez Berbel e Montse Ribé — Dolor y gloria
- Yolanda Piña, Félix Terrero e Nacho Díaz — La trinchera infinita
- Karmele Soler e Olga Cruz — Ventajas de viajar en tren

### Miglior sonoro
- Iñaki Díez, Alazne Ameztoy, Xanti Salvador e Nacho Royo-Villanova — La trinchera infinita
- Sergio Bürmann, Pelayo Gutiérrez e Marc Orts — Dolor y gloria
- Aitor Berenguer e Gabriel Gutiérrez — Mientras dure la guerra
- David Machado, Gabriel Gutiérrez e Yasmina Praderas — Occhio per occhio (Quien a hierro mata)

### Migliori effetti speciali
- Mario Campoy e Iñaki Madariaga — Il buco (El hoyo)
- Jon Serrano e David Heras — La trinchera infinita
- Raúl Romanillos e Juanma Nogales — Mientras dure la guerra
- Juan Ramón Molina e Félix Bergés — Perdiendo el este

### Miglior film d'animazione
- Buñuel - Nel labirinto delle tartarughe (Buñuel en el laberinto de las tortugas), regia di Salvador Simó
- Elcano y Magallanes la primera vuelta al mundo, regia di Ángel Alonso
- Klaus - I segreti del Natale (Klaus), regia di Sergio Pablos

### Miglior documentario
- Ara Malikian: una vida entre las cuerdas
- (Aute)retrato
- El cuadro
- Historias de nuestro cine

### Miglior film europeo
- I miserabili (Les Misérables), regia di Ladj Ly
- Border - Creature di confine (Border), regia di Ali Abbasi
- Ritratto della giovane in fiamme (Portrait de la jeune fille en feu), regia di Céline Sciamma
- Yesterday, regia di Danny Boyle

### Miglior film straniero in lingua spagnola
- Criminali come noi (La Odisea de los Giles), regia di Sebastián Borensztein (Argentina)
- Araña, regia di Andrés Wood (Cile)
- El despertar de las hormigas, regia di Antonella Sudassasi Furnis (Costa Rica)
- Monos - Un gioco da ragazzi (Monos), regia di Alejandro Landes (Colombia)

### Miglior cortometraggio di finzione
- Suc de Síndria, regia di Irene Moray
- El nadador, regia di Pablo Barce
- Foreigner, regia di Carlos Violadé Guerrero
- Maras, regia di Salvador Calvo
- Xiao Xian, regia di Jiajie Yu Yan

### Miglior cortometraggio documentario
- Nuestra vida como niños refugiados en Europa, regia di Silvia Venegas Venegas
- 2001 Destellos en la oscuridad, regia di Pedro González Bermúdez
- El infierno, regia di Raúl de la Fuente
- El sueño europeo: Serbia, regia di Jaime Alekos

### Miglior cortometraggio d'animazione
- Madrid 2120, regia di José Luís Quirós e Paco Sáez
- El árbol de las almas perdidas, regia di Laura Zamora Cabeza
- Homomaquia, regia di David Fidalgo Omil
- Muedra, regia di César Díaz Meléndez

### Premio Goya alla carriera
- Marisol[4]